# Hard dough bread
El hard dough bread (en inglés, «pan de masa dura» /hɑrd‿doʊ brɛd/; en patuá jamaicano aadduo bred) también llamado hardo bread, es un pan típico de Jamaica jamaicano similar al pan Pullman o pain de mie, aunque el hard dough bread tiende a ser más dulce. La masa consiste en harina, agua, levadura, sal y azúcar. Se pueden usar ingredientes adicionales como melaza (molasses) y grasa vegetal (vegetable shortening, similar a la margarina). Por lo general, tiene una consistencia densa y generalmente se pinta con agua azucarada antes de ser horneado. Es un alimento básico en los hogares de Jamaica.
Las hogazas de hard dough bread generalmente tienen forma rectangular y se pueden comprar ya en rodajas o sin cortar. La mayoría de los panes están envueltos en plástico cuando se compran.

## Historia
El pan se originó en los inmigrantes chinos que trajeron la receta a Jamaica.

## Uso
El hard dough bread se usa de la misma manera que un pan Pullman o pan de molde ([MÉX] pan de caja): para untar mantequilla, queso o mermelada; para mojarlo en chocolate caliente y otros líquidos o para hacer sándwiches. También es común en las casas jamaicanas  cortar el hardo bread en trozos pequeños y mezclarlos en gachas (de varios tipos: harina de maíz, plátano verde, cacahuete...) cocidas justo antes de servirse. A diferencia del Pullman, el hardo bread es más resistente a la hora de elaborar sándwiches con rellenos fritos o grasientos como huevos o plátano de cocina.